# Die Rache der toten Indianer
Die Rache der toten Indianer ist ein filmisches Porträt des Musikers John Cage von Regisseur Henning Lohner. Das Werk gilt als eine Hommage an Cage und wird auch als „Filmessay“ und „komponierter Film“ bezeichnet.
Neben Gesprächen mit Cage selbst sowie Interviews mit Freunden, Wegbegleitern und Kollegen des Komponisten stehen Konzertausschnitte und assoziative Bildfolgen, die von Cages Texten, Musik und Philosophie inspiriert sind, im Mittelpunkt. Der Film ist gemäß der kompositorischen Methoden Cages strukturiert und übersetzt diese musikalischen Prozesse ins Medium Film.

## Inhalt und Form
Die Rache der toten Indianer ist sowohl inhaltlich als auch in der filmischen Herangehensweise und Struktur eine Hommage an John Cage, einen der einflussreichsten amerikanischen Komponisten des 20. Jahrhunderts. Der Film ist weder eindeutig als Dokumentation noch als Spielfilm zu kategorisieren. Vielmehr handelt es sich um eine Kombination aus „gefundenen“ Videos und einer „Klang-Landschaft“. Das Werk wird dabei auch als „Filmessay“ bezeichnet.
Die Form der filmischen Darstellung ist an die Philosophie und das kompositorische Schaffen von Cage selbst angelehnt. Lohner porträtiert Cage nach dem musikalischen Prinzip, dass jedes Bild, jede Aussage und jede Szene sowohl innerhalb des linearen Verlaufs funktionieren als auch für sich alleine stehen können. Lohners Ziel war es, Cages kreativen Geist, Werke und Einfluss zu würdigen. Dabei wird „vergessenen“ Landschaften und Räumen Aufmerksamkeit geschenkt, die „am Wegrand des Populären und Touristischen liegen“ und im alltäglichen Leben übersehen und ignoriert werden.
Inhaltlich werden in Die Rache der toten Indianer die großen Themen, die Cage beschäftigt haben, behandelt: der Zufall und das Chaos, seine buddhistische Weltanschauung, die Welt nicht manipulieren zu wollen, die Kunst als Nachahmung der Natur, sowie die Identität von Musik, Klängen und Geräuschen. Dabei werden zum einen Ausschnitte von Cages Konzerten und musikalischen Auftritten gezeigt. Außerdem sind kurze, manchmal nur sekundenlange Natur-, Landschafts- und Städtebilder, die in der ganzen Welt aufgenommen wurden und teilweise mit Musik, Klängen oder Geräuschen unterlegt sind, zu sehen. Zusammen bilden sie „eine große, durchkomponierte Bildcollage“, die von Cages Texten inspiriert ist.
Zusätzlich werden während des Films immer wieder Gespräche mit Cage selbst gezeigt. Außerdem treten Musiker, Künstler, Literaten, Philosophen und Wissenschaftler in Interviews auf, ebenso wie französische Straßenverkäufer und Marktarbeiter, die den Straßenlärm und die Geräusche lieben. Insgesamt sind 42 Interviewpartner zu sehen, unter anderem prominente Persönlichkeiten wie Heiner Müller, John Zorn, Giorgio Strehler, Iannis Xenakis, Frank Zappa, Yoko Ono, William Forsythe, Alison Knowles, Yehudi Menuhin, Richard Serra, Merce Cunningham, Ellsworth Kelly, Dennis Hopper und Noam Chomsky, die über ihre Begegnungen mit Cage, den Eindruck, den seine Musik auf sie gemacht hat, und seine Bedeutung für ihre eigene Arbeit sprechen. Sie nehmen dabei zu Phänomenen, die Cage maßgeblich beschäftigten, wie Zufall, Chaos, Anarchie, Lärm, Stille und Absichtslosigkeit, Stellung.
Der Film endet mit einer Aufführung von Cages Stück 4′33″, aufgenommen 1990 in der Invalidenstraße in Berlin, zufällig an dem Tag, an dem der alte Grenzübergang zwischen Ost- und Westberlin abgerissen wurde.

## Titel
Der Titel Die Rache der toten Indianer geht auf ein Zitat von Heiner Müller zurück, der im Film sagt, John Cage sei „die Rache der ausgerotteten Ureinwohner Amerikas an der europäischen Musik“:

„Die einzige Geschichte, die die USA haben, ist einmal der Bürgerkrieg oder der Unabhängigkeitskrieg. […] Und das andere sind die toten Indianer. Und die Geschichte sind eigentlich die toten Indianer, weil sie so völlig verdrängt und unterbewusst ist. Und es ist eigentlich immer so gewesen, dass die Kultur von den Besiegten kommt, nicht von den Siegern. Und die Besiegten, auch die toten Besiegten, steigen dann irgendwie auf in die Kultur der Sieger und bestimmen oder variieren die Kultur der Sieger.“

 Und weiter: „Kultur kommt von den Unterdrückten, von den an den Rand Gedrängten, und wird deshalb ins Unbewusste abgeschoben, und aus diesem heraus rebelliert es – und das ist das indianische Element in Cage.“

## Entstehungsgeschichte und Produktion
Während eines Konzertaufenthaltes in Berlin im August 1990 gab John Cage Henning Lohner, als dieser für die aspekte-Redaktion des ZDF tätig war, ein persönliches Interview über seinen Lebensweg, seine Ideen und seine aktuelle Arbeit. Lohner arbeitete daraufhin mit Cage während dessen letzter Lebensjahre zusammen, unter anderem an Cages einzigem Film One11 im Jahr 1991. Während dieser Zeit und während der Dreharbeiten an One11 drehte Lohner weitere Interviews und zusätzliches Filmmaterial mit Cage. Diese Aufnahmen verwendete Lohner schließlich für Die Rache der toten Indianer.
Konzertaufnahmen, die in dem Film zu sehen sind, wurden live während der „Musicircus“-Hommage beim Symphony Space in New York am 1. November 1992 sowie beim John-Cage-Musik-Festival der Akademie der Schönen Künste in Ostberlin am 1. August 1990 aufgenommen. Lohner und Kameramann Van Carlson drehten außerdem unter anderem in den Wüsten von New Mexico, im Napa Valley in Californien, in den europäischen Landschaften Frankreichs, Italiens und Deutschlands, sowie in Großstädten wie Los Angeles, New York, Mailand, Paris, San Francisco, Osaka, Tokyo, und Hong Kong.

Finanziert wurde Die Rache der toten Indianer durch insgesamt 45 kürzere und längere TV-Dokumentationen, die Lohner in diesem Zeitraum für das ZDF und den gerade entstandenen Sender Arte drehte:

„Jedes Rohmaterialband kam in den Fundus für die Toten Indianer. Wir betrieben Resteverwertung und geradezu subversive Nutzung von vorhandenen Produktions- bzw. Sendestrukturen (die wir schließlich auch mit 45 Filmen bedient hatten) – und hielten alles Überschüssige, den Abfall, das Abwegige – den typischen Fernsehmüll, eben – fest, aus dem dann dieser Film aus der Magnetband-Asche und den Trümmern einer vergessenen Fernsehlandschaft auftauchen konnte.“

 Nachdem Cage Ende 1992 verstarb, ermöglichten Arte-Redakteur Christoph Jörg und Produzent Peter Lohner durch einen Sendeplatz im Rahmen eines John-Cage-Themenabends die weitere Finanzierung.
Der Film ist aus über 250 Stunden Rohmaterial sowie 200 Stunden „gefundener Geräusche“ entstanden. Das visuelle und auditive Material wurde mit mehr als 1200 Schnitten editiert, bevor die finale Filmlänge von 130 Minuten erreicht wurde. Die kürzeste Szene hat eine Dauer von genau einem Einzelbild, die längste Einstellung dauert vier Minuten und 33 Sekunden.
Lohner und sein Editor Sven Fleck legten dabei in einem aufwendigen Montageprozess eine „praktisch vollständig determinierte Schnittpartitur an, in der Hoffnung, daß aus dem Nicht-Zufälligen der Zufall besonders stark wieder in der Wirkung hervorgeht.“ Das Festgehaltene sollte vom Betrachter „unendlich unterschiedlich ausgelegt“ werden können, und so sollte „durch die Betrachtung“ der Zufall wieder in den Film hineinkommen. Das Auswahlprinzip für die Bilder und Texte des Films war ein musikalisches Kompositionsmuster. Dafür wurden Kataloge angelegt, die lexikalisch auf Ähnlichkeiten im Bildinhalt hinwiesen, zum Beispiel „Wolken“, „Wolken mit Stadt“ oder „Stadt mit Autos“. Die Textpassagen des Films wurden in thematische Kapitel eingeteilt, beispielsweise „Chaos“, „Zufall“, „Liebe“, „Musik“ und „Alltag“, durch mehrere Auswahlgänge gefiltert und schließlich zu einer Drei-Akte-Struktur montiert.

## Rezeption
In der Tageszeitung schrieb die Kritikerin Birgit Glombitza begeistert, Lohners 130-Minuten-Hommage führe „in unaufdringlicher Bild-Ton-Didaktik zu den Kompositionsprinzipien des Mannes, dem die moderne Musik die Symbiose von Harmonie und Chaos verdankt. Lohner hat Straßen- und Landschaftsbilder aufgesammelt und präsentiert sie wie auf einer Guckkasten-Bühne.“ Glombitza bezeichnete den Film als „Symphonie der Zufälligkeiten“: 

„Mit schnellen Schnitten fügt Lohner Details zu witzigen Subkompositionen zusammen, die dem fast dauerschmunzelnden John Cage gefallen dürften. Fett spritzt in einer Pfanne, Hähnchenschenkel werden artistisch hin- und hergewendet. Im Hintergrund erklärt George Bush auf dem Fernsehschirm Saddam Hussein den Krieg. Ein Rinderkopf wird im Staccato zerschlagen, Gehirn platscht in ein Plastikschälchen. Das Zischen des Bratfetts, das Summen der Stille und immer wieder Gerede. […] Frank Zappa, Yoko Ono, Dennis Hopper, William Forsythe, Metereologen, Informatiker, Gehirnforscher, Käseverkäufer und Blumenhändler – sie alle fungieren als Chorstimmen, die sich kurz vor Ende des Films zu einer rhythmischen Collage aus babylonischem Sprachgewirr vereinen.“

Das Magazin Klassik.com nannte Die Rache der toten Indianer „faszinierend“ und ein „künstlerisch anspruchsvolles, gegen Ende etwas anstrengendes, aber immer inspirierendes Portrait von John Cage und seiner überragenden Bedeutung für die Musik und Kunst des 20. Jahrhunderts“:

„Lohners Film ist nicht einfach eine Dokumentation über Cage. Er schafft eine Art Kunstfilm, bei dem er sich an bestimmte Regeln hält […]. Der Film zieht die Aufmerksamkeit auf die Bilder, die Geräusche, die Musik. […] Dabei zeigt Lohner nicht Statement für Statement, sondern teilt das, was jemand sagt, in manchmal auch kleine Teile, so dass nicht nur zwischen ihren Ausführungen, sondern auch innerhalb der Ausführungen eines Sprechers Spannung entstehen kann. In allem wird Cage als ein friedlicher, bescheidener, großherziger, humorvoller und spiritueller Künstler und herausragender Impulsgeber für die Musik und die Kunst portraitiert.“

Im Musikmagazin Rondo schrieb der Kritiker Guido Fischer, die Produktion sei keine „Cage-Dokumentation im klassischen Sinne“: 

„Anhand einer rasanten Bilderflut, die sich mit Momenten des ausgekosteten Stillstands abwechselt, entsteht ein Spannungsfeld zwischen hektisch-zivilisatorischer Unordnung und der unbehauenen Naturschönheit, das sich in dem ausschnitthaft präsentierten Musikwerk Cages spiegelt. Und wie Cage die Emanzipation der Klänge aus der Urquelle „Stille“ vorantrieb, ist in den letzten vier Minuten und 33 Sekunden des Films festgehalten.“

 Die Transmediale bezeichnete den Film in ihrem Programm als „eine grandiose Dokumentation, stringent durchkomponiert“: 

„Ausschnitte aus Konzerten werden gezeigt […] und adäquat – von einer wunderbar geführten Kamera – bebildert. Dazu werden Bezüge von Cages Musik zu Meteorologie, zur Chaosforschung und anderen Wissenschaften illustriert – eine faszinierend montierte künstlerische Dokumentation.“

Der Online-Blog For All Events nannte Die Rache der Toten Indianer eine „exzellente dokumentarische Einführung zur Musik und den Ideen von John Cage.“ Das Online-Magazin Berliner Filmfestivals schrieb, „mithilfe kleiner Interviews […] kreiert Lohner ein vielschichtiges Portrait, lässt Müller Zigarre rauchend über US-amerikanische Sumpfgebiete philosophieren und schneidet immer wieder kleine Sequenzen von modernen Alltagssounds dazwischen.“